# Times Square
Pour les articles homonymes, voir Times Square (homonymie).
Times Square est un quartier de la ville de New York.

## Situation et accès
Ce quartier de l'arrondissement de Manhattan est situé entre la 42e rue et Broadway, il comprend les blocs (pâtés d'immeubles) situés entre la Sixième et la Neuvième Avenue d'est en ouest d'une part, et d'autre part les blocs entre les 3e à 52e rue du sud au nord. Il constitue la partie ouest du quartier commerçant de Midtown.
Surnommé « Crossroads of the world » (le « carrefour du monde » en français), Times Square est l'un des endroits les plus célèbres et les plus animés au monde, à l'instar de Shibuya à Tokyo, des Champs-Élysées à Paris ou de Piccadilly Circus à Londres : environ 365 000 personnes s'y croisent chaque jour.

## Origine du nom
Il tire son nom de l'ancien siège du New York Times.

## Historique

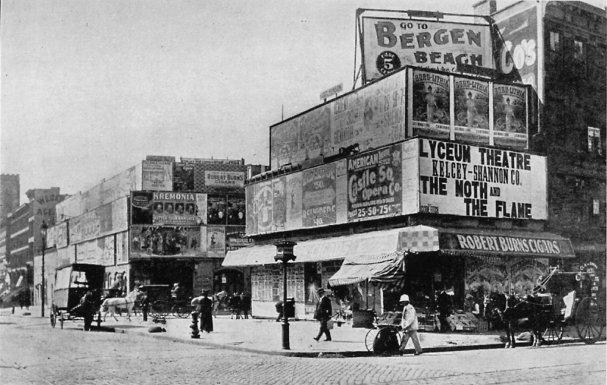
Broadway, en 1898, à l'époque où le lieu portait le nom de Longacre Square.

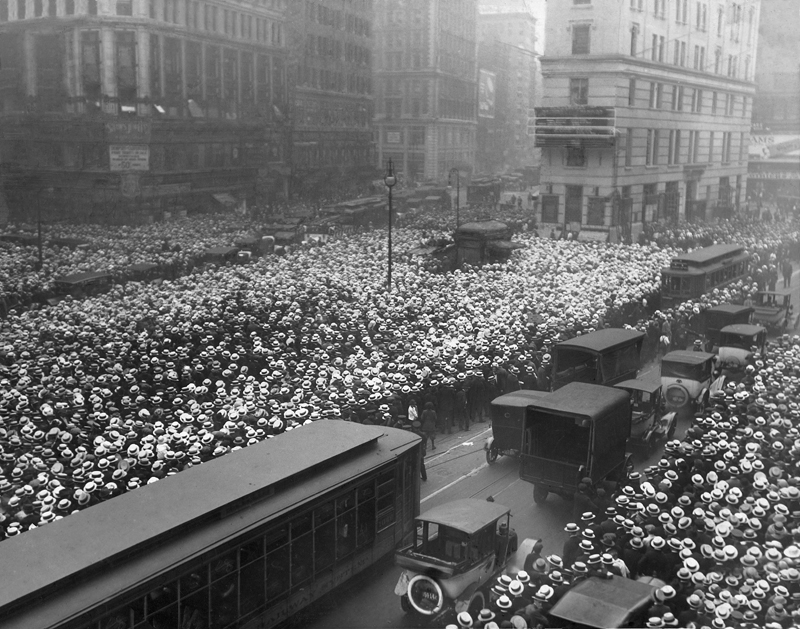
La foule réunie devant l'immeuble du New York Times suit le déroulement du match de boxe entre Jack Dempsey et Georges Carpentier (juillet 1921).

Le 8 avril 1904, sous le mandat du maire George Brinton McClellan Jr, la partie de la place, connue précédemment sous le nom de « Longacre Square » (comme à Londres), prit le nom de « Times Square », à la suite de l'implantation du New York Times sur les lieux dans une tour copiée sur le campanile de Giotto à Florence. L'éditeur du Times de l'époque, Adolph Ochs, avait déplacé les activités du journal dans une nouvelle tour, la One Times Square, située sur la 42e rue, au centre de la place. A. Ochs persuada le maire McClellan de construire une station de métro et de donner le nom de « Times Square ». Seulement trois semaines plus tard, la première publicité apparut sur la façade d'une banque, à l'angle de la 46e rue et de Broadway.
Times Square devint rapidement un centre culturel et un lieu commerçant, un endroit où se concentraient théâtres, salles de spectacles, music-halls et hôtels à la mode. La place devint rapidement l'agora de New York, une place pour chercher ou attendre les grands rassemblements, soit pour une Série mondiale ou une élection présidentielle, comme l'écrit James Traub dans The Devil's Playground: A Century of Pleasure and Profit in Times Square. Des noms tels que ceux d'Irving Berlin, de Fred Astaire et de Charlie Chaplin furent associés avec « Times Square » dans les années 1910 et les années 1920, qui marquent l'âge d'or de Broadway : à cette époque, 280 spectacles en moyenne y étaient joués chaque année. Il existait quelque 71 théâtres sur la place ainsi que de nombreux hôtels et restaurants. Le 14 août 1945, deux millions de personnes se rassemblent à Times Square à l'annonce de la capitulation du Japon.

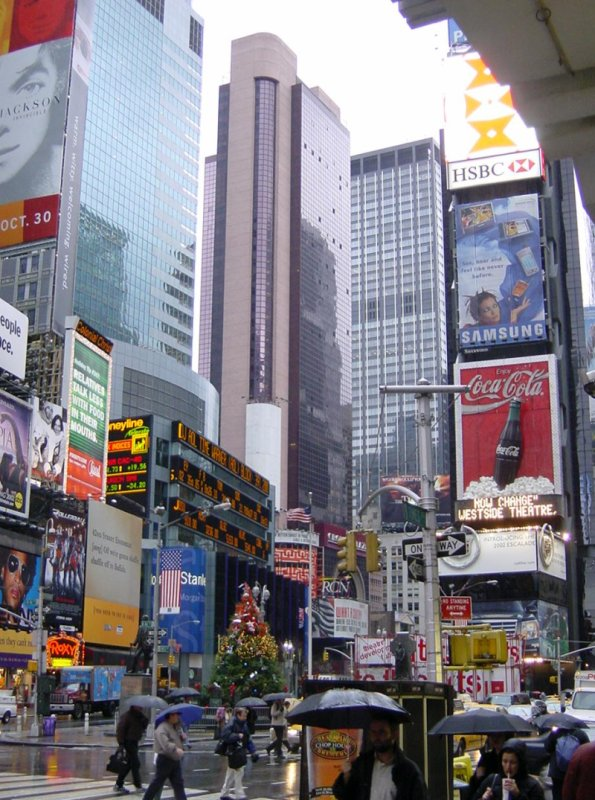
Times Square de jour.

Times Square se modifia avec le début de la Grande Dépression, consécutivement au krach boursier, durant les années 1930. Il devint progressivement un quartier occupé par les peep shows, la prostitution, les cinémas porno et les boutiques de souvenirs bon marché pour touristes. Il fut alors considéré comme un quartier dangereux. La délabrement de Times Square était devenu le symbole de la délinquance et de la corruption new-yorkaises des années 1960 au début des années 1990. En outre, plusieurs films sombres tels que Midnight Cowboy et Taxi Driver illustrèrent alors la décadence de Times Square. À l'époque du tournage du premier film, Times Square est en effet « un coupe-gorge, repaire de salles porno, rendez-vous des drogués et des tapins » note le critique de cinéma Éric Neuhoff.
Au milieu des années 1990, le maire Rudolph Giuliani (1994-2002) concentra tous ses efforts pour améliorer le quartier et pour fermer les sex-shops, restaurant ainsi la sécurité. De nombreux sex-shops furent fermés ou déménagèrent vers des quartiers industriels de Brooklyn ou du Queens. Prostitution, délinquance et criminalité ont été éradiquées par l'application de la politique dite de « tolérance zéro », qui voulait que tout délit, même mineur, soit réprimé et puni.

## Attentat à la bombe du1ermai 2010
Le soir du 1er mai 2010, la police déjoue un attentat à la voiture piégée et fait évacuer Times Square. Cet attentat terroriste visant Times Square à New York a été déjoué par deux vendeurs situés sur la place qui avaient alerté un agent de la police montée du New York City Police Department. Ils avaient repéré de la fumée provenant du véhicule. La bombe s'était en effet déclenchée mais n'avait pas explosé.

## Times Square de nos jours
En 2009, la municipalité a décidé de fermer Broadway entre les 42e et 47e rues à la circulation automobile.
Times Square a retrouvé son énergie. La rénovation du quartier a changé cette section dangereuse de Broadway en une promenade piétonne réservée aux commerces et aux spectacles. Certains regrettent son caractère de parc d'attractions commercial mais presque tout le monde se réjouit que ce quartier revive.[réf. souhaitée]

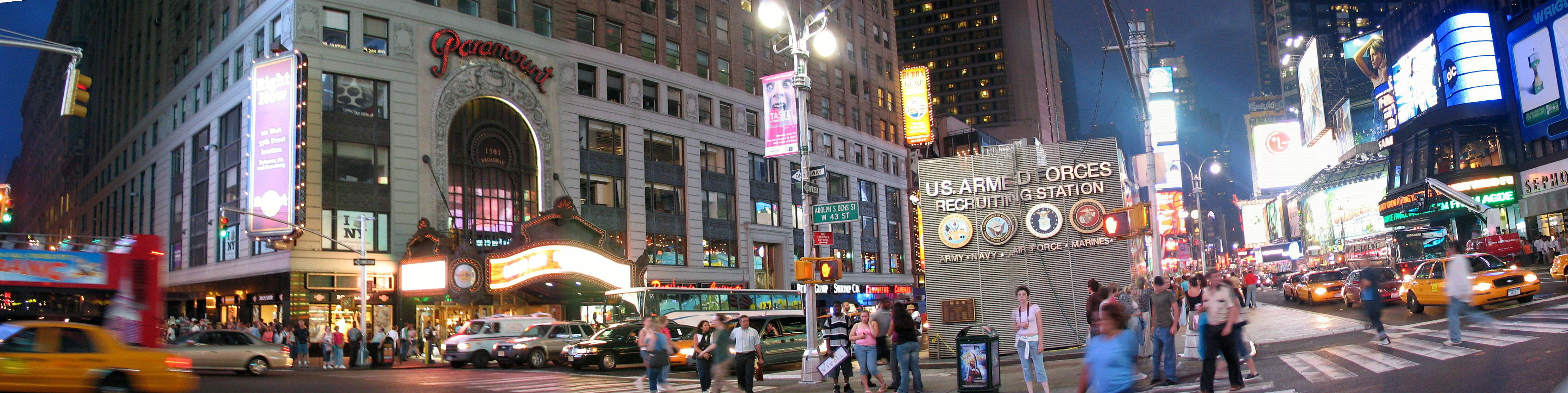
Panorama de nuit. On voit au centre le bureau de recrutement des armées (Times Square Recruiting Station).

### Times Square: lumières et théâtres

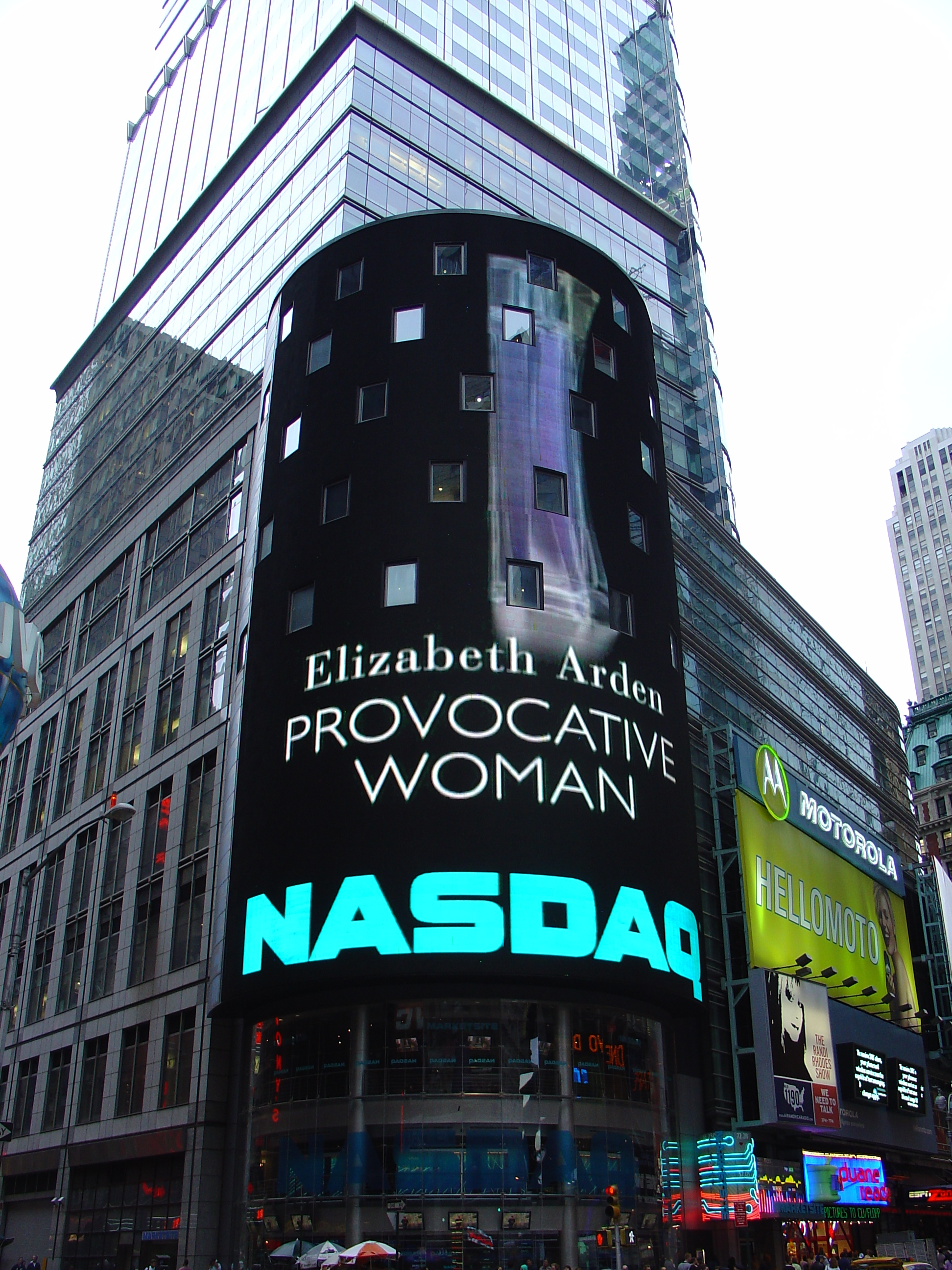
Le NASDAQ MarketSite.

Les théâtres de Broadway et le nombre important de néons publicitaires ou autres écrans géants en ont fait un des symboles de New York et représentatif de l'urbanisme de Manhattan. Times Square est le seul quartier dans lequel on demande aux gérants et aux propriétaires d'afficher des publicités lumineuses. Les entreprises achètent souvent ces enseignes pour plusieurs années (les contrats vont jusqu'à douze ans).
Times Square est un quartier en constante effervescence, à toute heure du jour et de la nuit, qui reflète sans doute le mieux l'activité de New York, « La ville qui ne dort jamais ». Times Square est une sorte de microcosme à l'intérieur de la ville, avec ses magasins géants et ses panneaux publicitaires (les billboards : enseignes lumineuses ou non) démesurées : publicités pour des voitures, pour des séries télévisées, ou pour des pièces de théâtre devenues mythiques jouées dans des théâtres voisins de Broadway. Le magasin Toys “R” Us, situé sur Broadway représente bien toute la démesure de Times Square, avec une grande roue à l'intérieur du magasin, un tyrannosaure géant, et des répliques en Lego des grands bâtiments de la ville (Empire State Building, Chrysler Building, Statue de la Liberté). Mais le magasin a fermé à la fin 2018. Le quartier comporte d'autres très grands magasins, comme le Virgin Megastore qui proposait jusqu'à sa fermeture en juin 2009 des produits électroniques sur trois niveaux. Il a depuis été remplacé par l'enseigne de vêtements Forever 21.
Un exemple frappant est le panneau publicitaire du NASDAQ MarketSite situé au 4 Times Square sur la 43e rue. Dévoilé en janvier 2000, sa construction a coûté plus de 37 millions de dollars. Cette publicité haute de 36,6 mètres était le plus grand affichage à LED du monde lors de son installation.

### Times Square et le Nouvel An

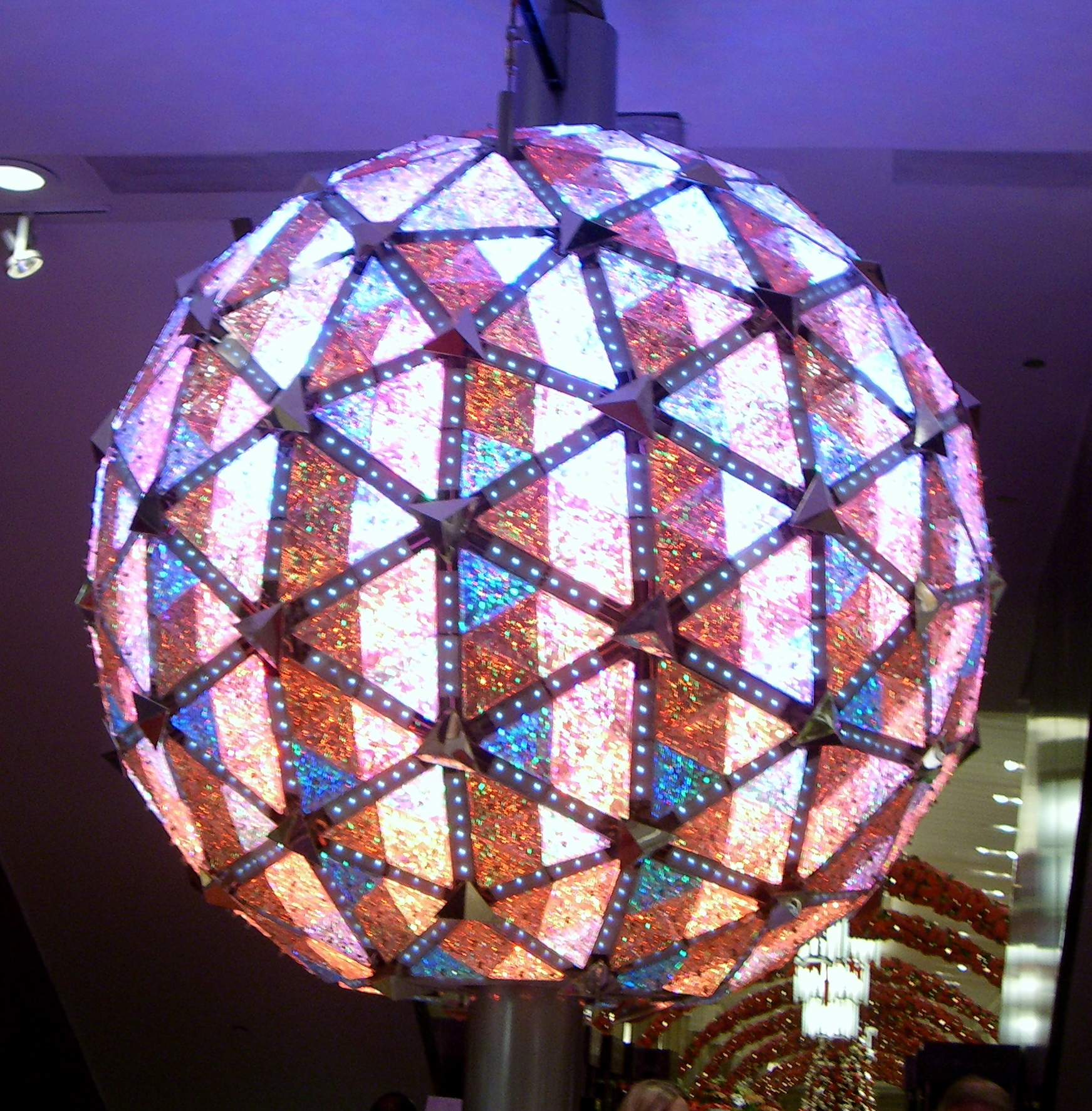
La Times Square Ball en 2007.

Entre 1904 et 1906, le Nouvel An était célébré par un gigantesque feu d'artifice, mais les réglementations municipales en vigueur empêchèrent ce genre de manifestations par la suite.
Chaque année, une partie des habitants de New York se rend à Times Square pour fêter le Nouvel An. Depuis le 31 décembre 1907, la place est ainsi le théâtre d'une des plus importantes célébrations de la nouvelle année au monde au cours de laquelle une grosse boule lumineuse (aujourd'hui d'un diamètre de 3,7 m) descend lentement à partir de 23 h 59 sur un mât situé sur le toit du One Times Square pour se poser à minuit pile. En moyenne, 750 000 personnes se rassemblent sur la place chaque année, cependant, le 31 décembre 1999, à l'occasion du passage à l'an 2000, environ deux millions de personnes se sont rendues sur le lieu le plus animé de Manhattan, ce qui a constitué le plus grand rassemblement de population à Times Square depuis la fin de la Seconde Guerre mondiale. L'événement annuel est diffusé en direct par de nombreuses chaînes de télévision et est regardé par des millions de téléspectateurs.
Pendant la Seconde Guerre mondiale, la descente de la boule n'eut pas lieu. Elle fut remplacée par une minute de silence, suivie de la diffusion d'un enregistrement de cloches, en raison des restrictions en approvisionnement électrique.

## Quelques entreprises situées sur Times Square
- publicité Coca-Cola
- M&M's World
- Budweiser

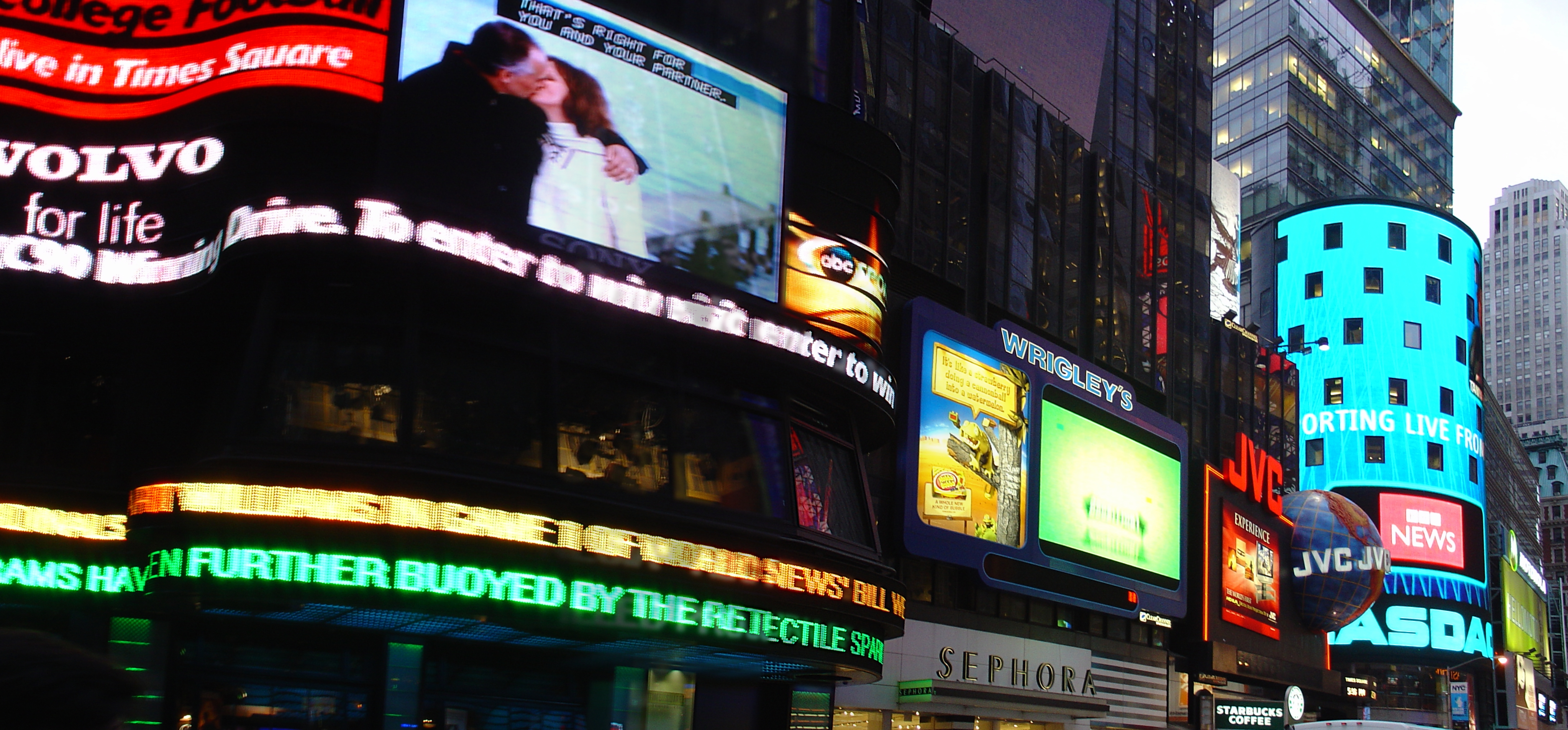
Jungle d'affiches publicitaires et d'écrans annonçant les informations d'actualité et les cours des bourses du monde entier.

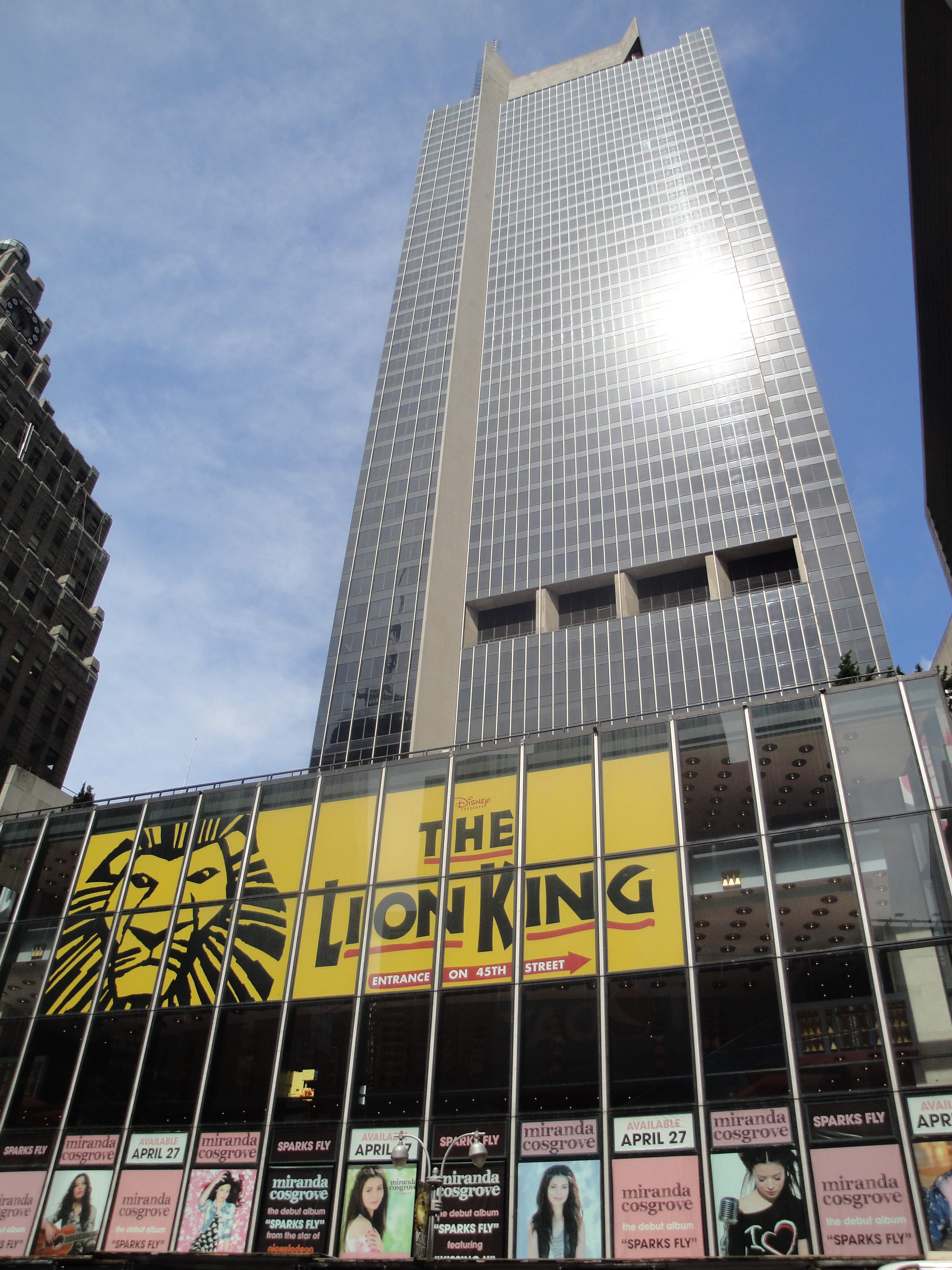
One Astor Plaza (1515 Broadway), siège social de Viacom, remplace l'Astor Hotel en 1972.

- Times Square Studios (siège de Good Morning America d'ABC)
- One Astor Plaza (siège des studios de MTV de New York)
- Chevrolet clock (une horloge analogique affichée sur un écran numérique)
- magasin Forever 21 (à l'emplacement du Virgin Megastore)
- The Hard Rock Cafe New York
- Planet Hollywood
- Disney Store

Gratte-ciel majeurs sur ou aux alentours de Times Square :
- One Times Square (site du Nouvel An ; New Year's Eve Ball Drop)
- Bertelsmann Building
- Brill Building
- Reuters Building (3 Times Square)[10]
- Times Square Tower
- New York Times Tower
- Bank of America Tower
- The Orion
- Axa Center
- One Astor Plaza
- 1500 Broadway
- Paramount Theatre
- Condé Nast Building (4 Times Square)
- 1585 Broadway
- 810 7th Avenue
- 5 Times Square
- 3 Times Square
- 11 Times Square (Times Square Plaza)
- The Bowtie Building (1530 Broadway)

Entreprises présentes :
- Bertelsmann
- Six Flags
- Condé Nast
- Diamond Management & Technology Consultants
- Ernst & Young
- Instinet
- King & Spalding
- Barclays Capital (anciennement Lehman Brothers)
- Morgan Stanley
- Bain & Company
- MTV Networks
- The New York Times Company
- Skadden, Arps, Slate, Meagher & Flom
- O'Melveny & Myers
- Thomson Reuters
- Viacom
- Nygård International (perquisitionnée en février 2020)

Hôtels :
- New York Marriott Marquis
- W Times Square
- Renaissance Hotel Times Square (2 Times Square)
- Sheraton New York
- Doubletree Guest Suites
- Crowne Plaza Times Square

Statue :
- Statue de George M. Cohan
- Statue de Francis Patrick Duffy
- Statue de Bart Simpson

## Times Square dans les arts

### Dans la chanson
- Times Square, chanson de Marianne Faithfull, sortie en 1983.
- L'Indien, chanson de Gilbert Bécaud, sortie en 1983, évoque Times Square.

### Peinture
- Le peintre français Daniel Authouart a réalisé plusieurs toiles montrant la célèbre place. Il en a fait le symbole d'une Amérique colorée, urbaine et cinématographique.

### Films tournés à Times Square
Les films suivants comportent une ou plusieurs scènes filmées à Times Square :
- Dans Des hommes d'influence (57 min 54 s), la photographie d'un soldat américain prisonnier en Albanie, au cœur de l'intrigue, est diffusée à Times Square.
- Au début de Vanilla Sky, Tom Cruise se retrouve sur un Times Square complètement vide.
- Stewart Shepard incarné par Colin Farrell déambule avec son téléphone portable sur les trottoirs de Times Square dans les premières minutes de Phone Game.
- Dans New York Minute, Mary-Kate et Ashley Olsen, se retrouvent à Times Square après une dispute à propos de la mort de leur mère.
- Une scène de Spider-Man (2002), lorsque le bouffon vert attaque pour la première fois, se déroule sur Times Square.
- Je suis une légende a une scène qui se déroule sur Times Square.
- De nombreuses scènes d'Appelez-moi Dave (Meet Dave) se déroule à Times Square. On voit Dave dormir sur Times Square.
- Dans Spider-man 3, un écran publicitaire annonce que Spider-man a reçu les clés de la ville.
- Dans Il était une fois, Gisèle, Edward, Nathanael et Narissa sortent d'une bouche d'égout dans Times Square après avoir emprunté le puits qui vient du royaume magique d'Andalasia. Narissa détruira notamment l'enseigne publicitaire Coca-Cola.
- Dans L'Apprenti sorcier, il y a une course poursuite dans Times Square entre les « méchants » sorciers, Maxim Horvath et Drake Stone, et les « gentils » sorciers, Balthazar Blake et Dave Stutler.
- Dans Men in Black, J et K se font évacuer à cause de Sermina, qui prend le QG des Men in Black et sortent par le tuyau, on peut remarquer qu'ils se trouvent dans Times Square.
- Dans Happy New Year, le Nouvel An à New York se passe à Times Square.
- Dans Les Schtroumpfs, les Schtroumpfs sont sur un taxi qui passe à Times Square.
- Dans American Pie, la Blonde fait l'amour avec le Roux dans un hôtel de Times Square.
- Dans Prédictions, le monde entier est détruit par un réchauffement climatique passant par Times Square.
- Dans 2012, la place est utilisée pour diffuser le discours du président américain annonçant la fin du monde à la population[11]. Par la suite, on aperçoit de nouveau Times Square en train de se faire détruire.
- Dans Captain America: First Avenger, Steve Rogers se réveille dans le présent, s'enfuit et Nick Fury le rattrape à Times Square.
- Dans Insaisissables, les quatre cavaliers se trouvent dans Times Square lorsqu'ils s'enfuient de leur dernier numéro.
- Dans The Amazing Spider-Man : Le Destin d'un héros, Max (dit « Electro ») découvre ses pouvoirs et utilise le réseaux électrique de Times Square pour décupler sa puissance, une scène de combat a lieu contre Spider-Man. Les écrans de la place sont alors utilisés pour afficher les protagonistes à la foule, élément qui marque l'antihéros souffrant jusqu'à présent d'un fort complexe d'infériorité.
- Dans SOS Fantômes (2016), le croisement des lignes d'énergie se situe au 1501 Broadway, à Times Square, dans l'hôtel fictif Mercado. Les immeubles de Times Square sont également visibles en arrière-plan sur de nombreuses affiches promotionnelles du film.
- Dans Sully, le commandant Sullenberger effectue son footing à Times Square lorsque les écrans diffusent les images du crash de l'US Airways 1549 dont il a été victime quelques jours plus tôt, alors même qu'il semble rongé par son implication lié aux potentielles fautes qu'il aurait pu commettre[12].
- Dans l'épisode 1 de la saison 1 de la série The Man in the High Castle figure Times Square avec le drapeau nazi sur les écrans publicitaires.
- Dans la série The Deuce, série américaine centrée sur la transformation du quartier Times Square entre les années 1970 et 1980.
- Dans l'épisode 14 de la saison 2 de la série New Amsterdam, Max Goodwin se trouve à Times Square lorsqu'il apprend la démission du Dr Floyd Reynolds[13].
- Dans la série Big Time Rush, l'épisode final de la première saison contient plusieurs séquences d'un concert fictif du groupe de musique qui y a ironiquement vraiment eu lieu le 10 juin 2010[14].
- Dans Don't Look Up : Déni cosmique[15] y est retransmis le décollage de la fusée.

### Dans les jeux vidéo
- Midnight Club: Street Racing, Times Square est un espace jouable à conduire.
- Grand Theft Auto III, Times Square se trouve dans la ville de Liberty City (univers 3D), renommée en Bedford Point
- Grand Theft Auto Liberty City Stories, Times Square apparaît aussi dans cette prequelle de Grand Theft Auto 3, toujours sous le nom de Beford Point
- Grand Theft Auto IV, une reproduction de Times Square, appelée Star Junction, est présente dans le jeu, offrant la possibilité d'être libre dans toute la ville de New York et dans une partie du New Jersey. Elle réapparaît dans Grand Theft Auto: Chinatown Wars sous le même nom.
- Prototype, Times Square et tout Manhattan est à visiter.
- True Crime: New York City, Times Square est à quelques pas du QG de la police.
- Driver: Parallel Lines, Times Square est représenté.
- The Crew & The Crew 2, la carte du jeu comprend New York parmi ses zones principales, où il est possible de se déplacer librement en différents véhicules. Une mission nommée Round & Square dans le second opus consiste à effectuer un tour complet de dérapage à l'aide d'une voiture « street » à Times Square.
- Ultimate Spider-Man (2005) ; Spider-Man 3 (2007), il est possible de se déplacer librement dans la ville de New York.
- Tom Clancy's The Division, il est possible de se déplacer librement dans un Manhattan ravagé par un virus.
- Marvel's Spider-Man (2018), il est possible de voir Times Square dans l'un des premiers combats.
- Marvel's Spider-Man 2 (2023) : Times Square est le lieu du combat entre Kraven le Chasseur et Venom.

### Événementiel
Plusieurs personnes se sont réunies en sous-vêtements le 7 août 2013 pour faire entrer Times Square dans le Guinness des records .

## Galerie

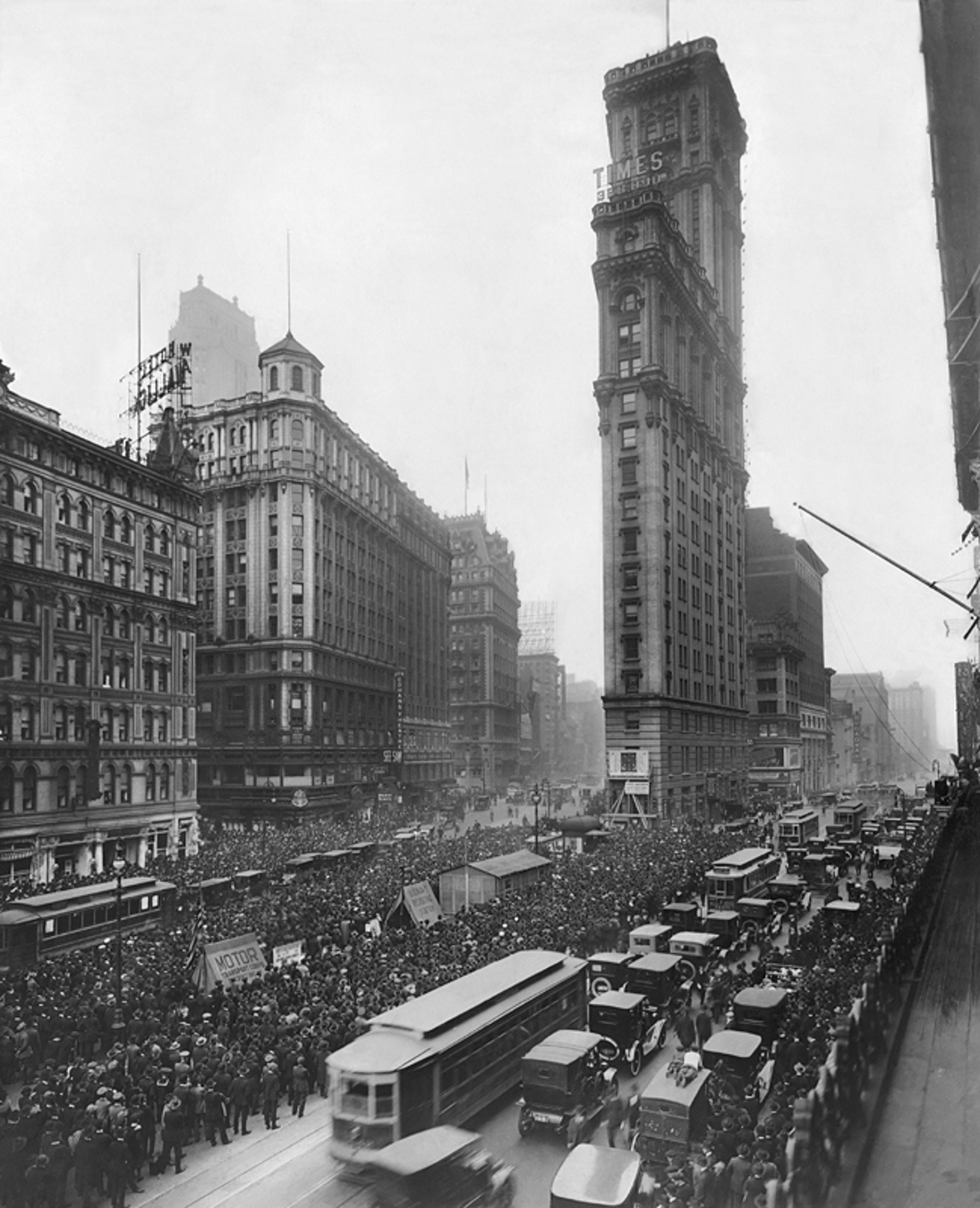
Times Square en 1919.
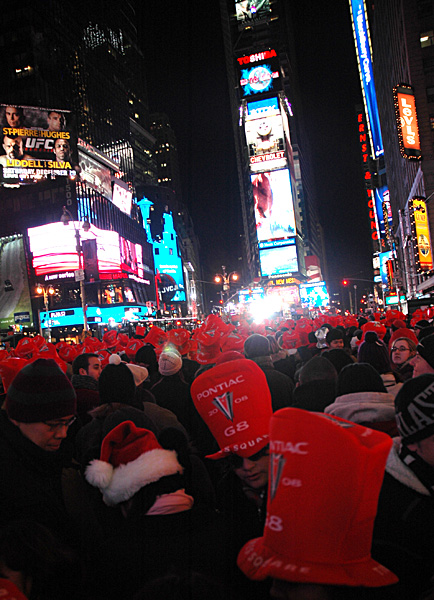
Une marée humaine attend le lâcher de la boule au Nouvel An, le 31 décembre 2007.
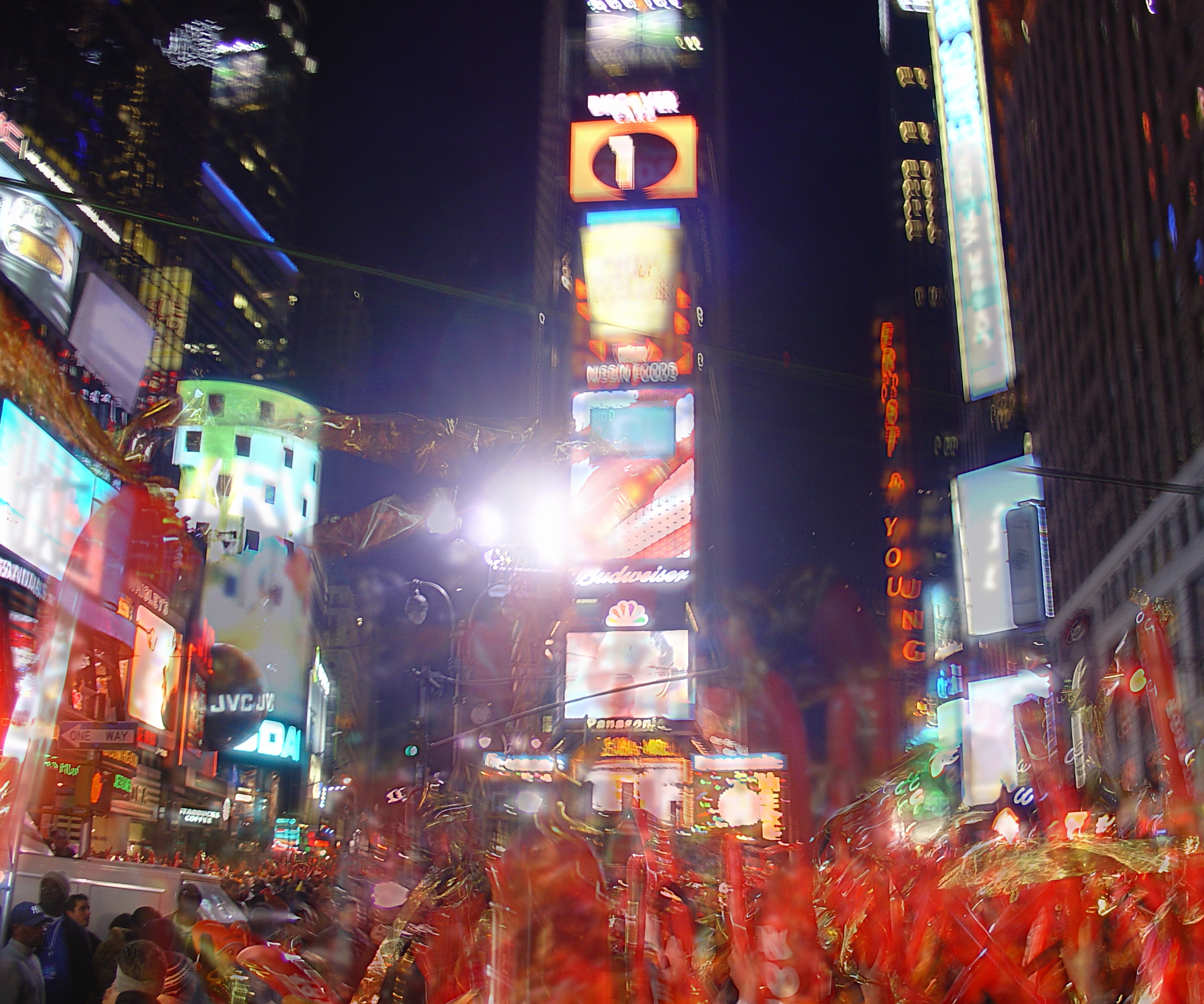
Nouvel An 2005.
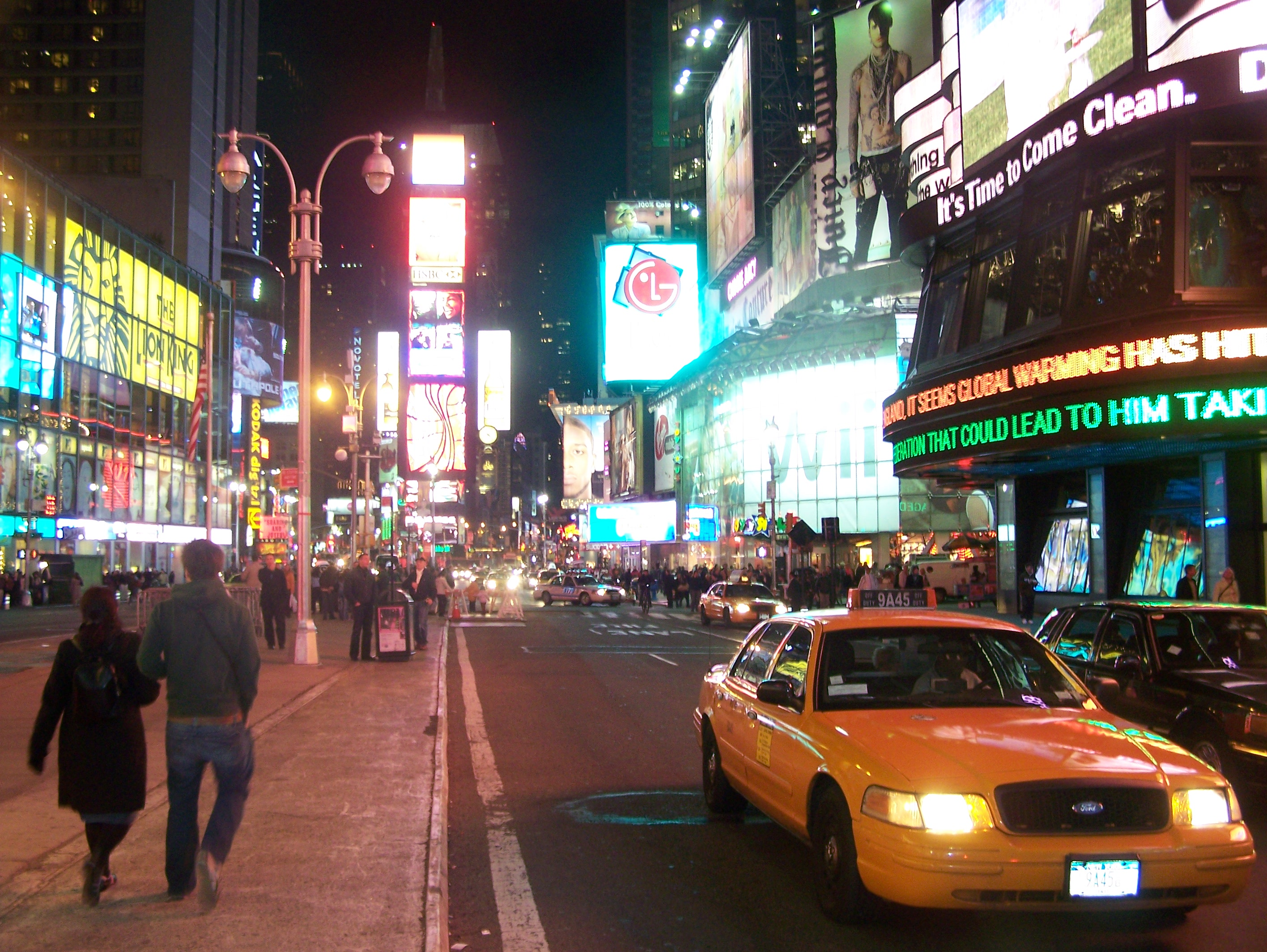
Même la nuit, les taxis abondent.
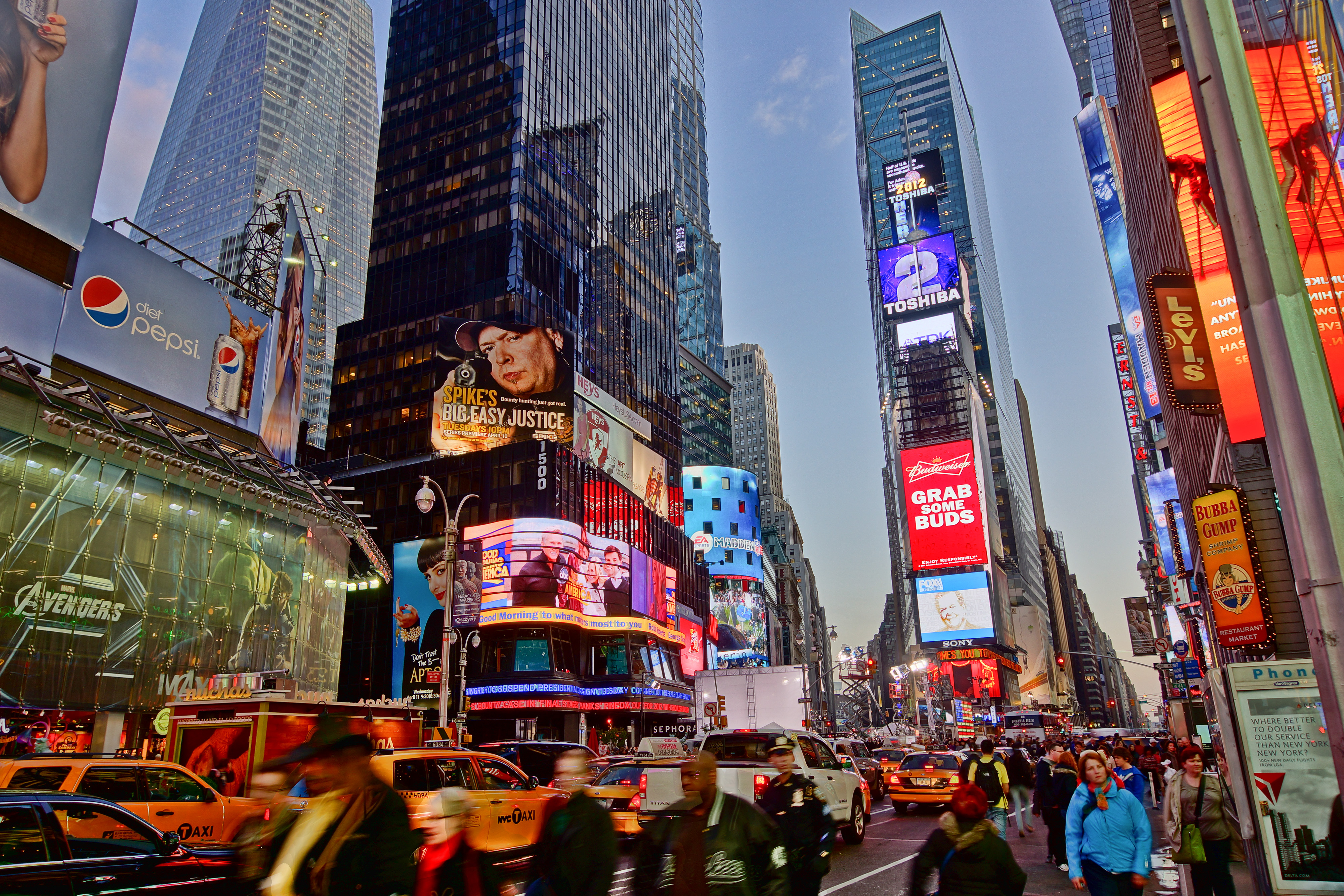
Lumières et publicités à la limite sud de Times Square.
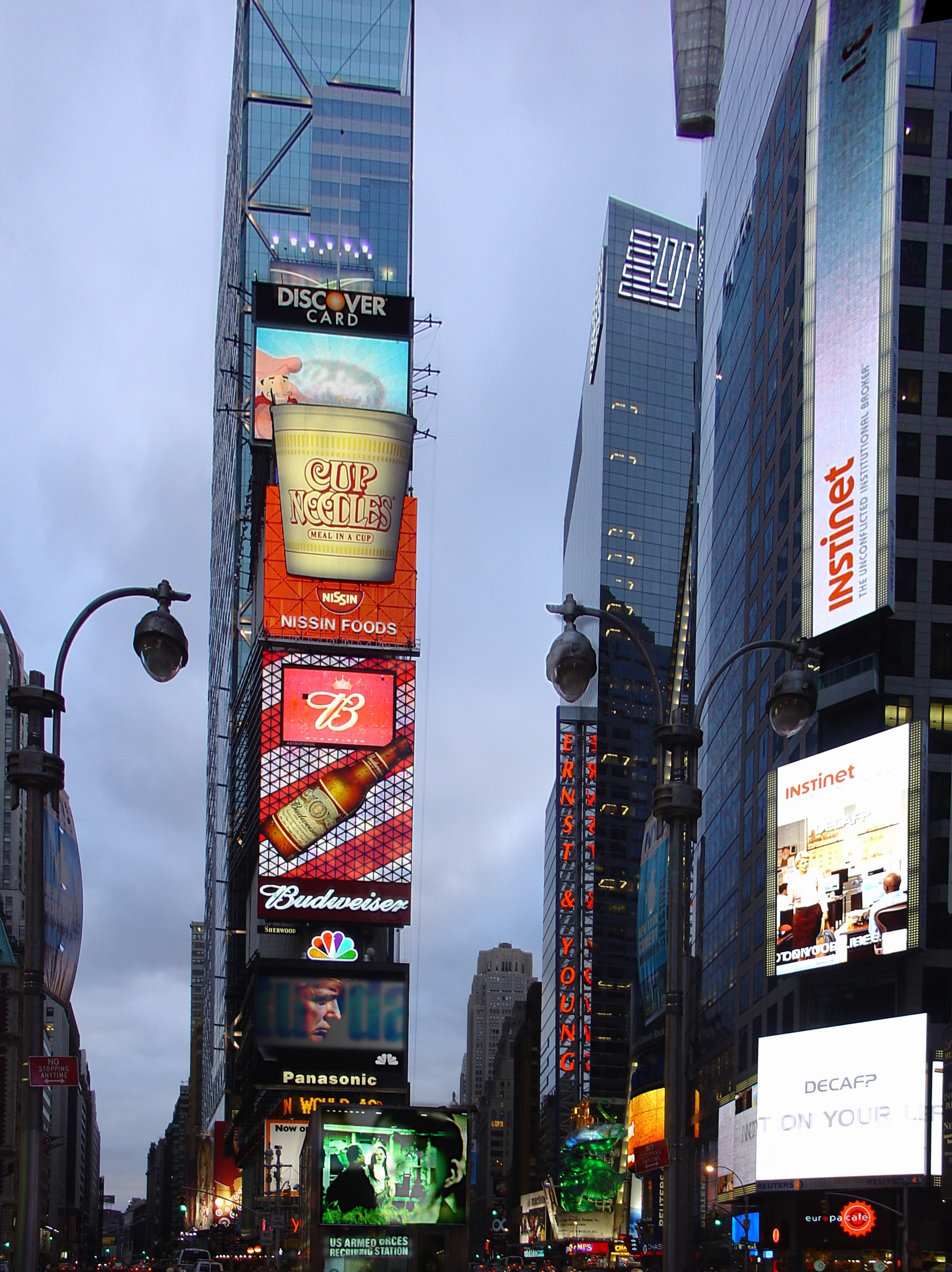
One Times Square.
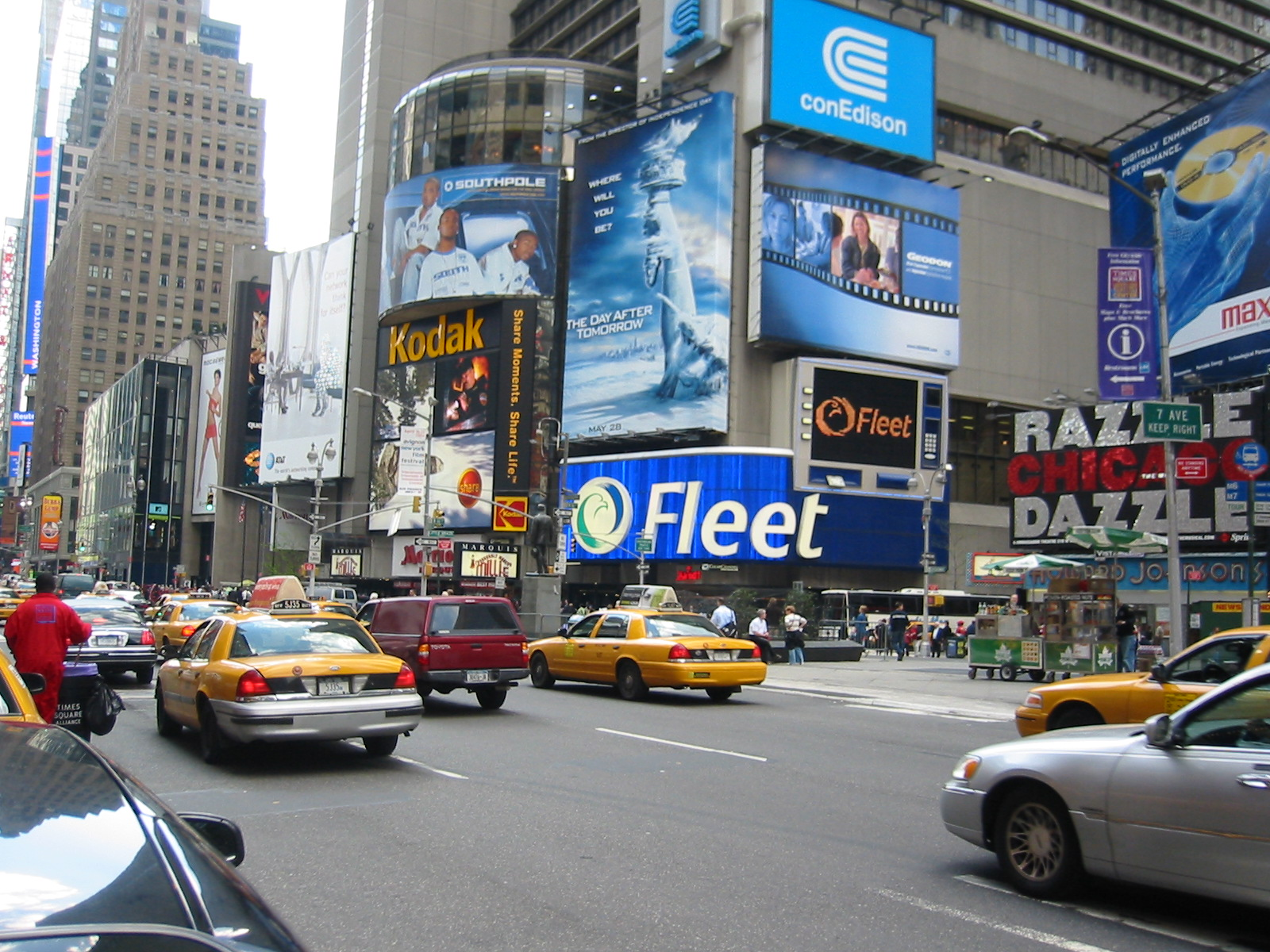
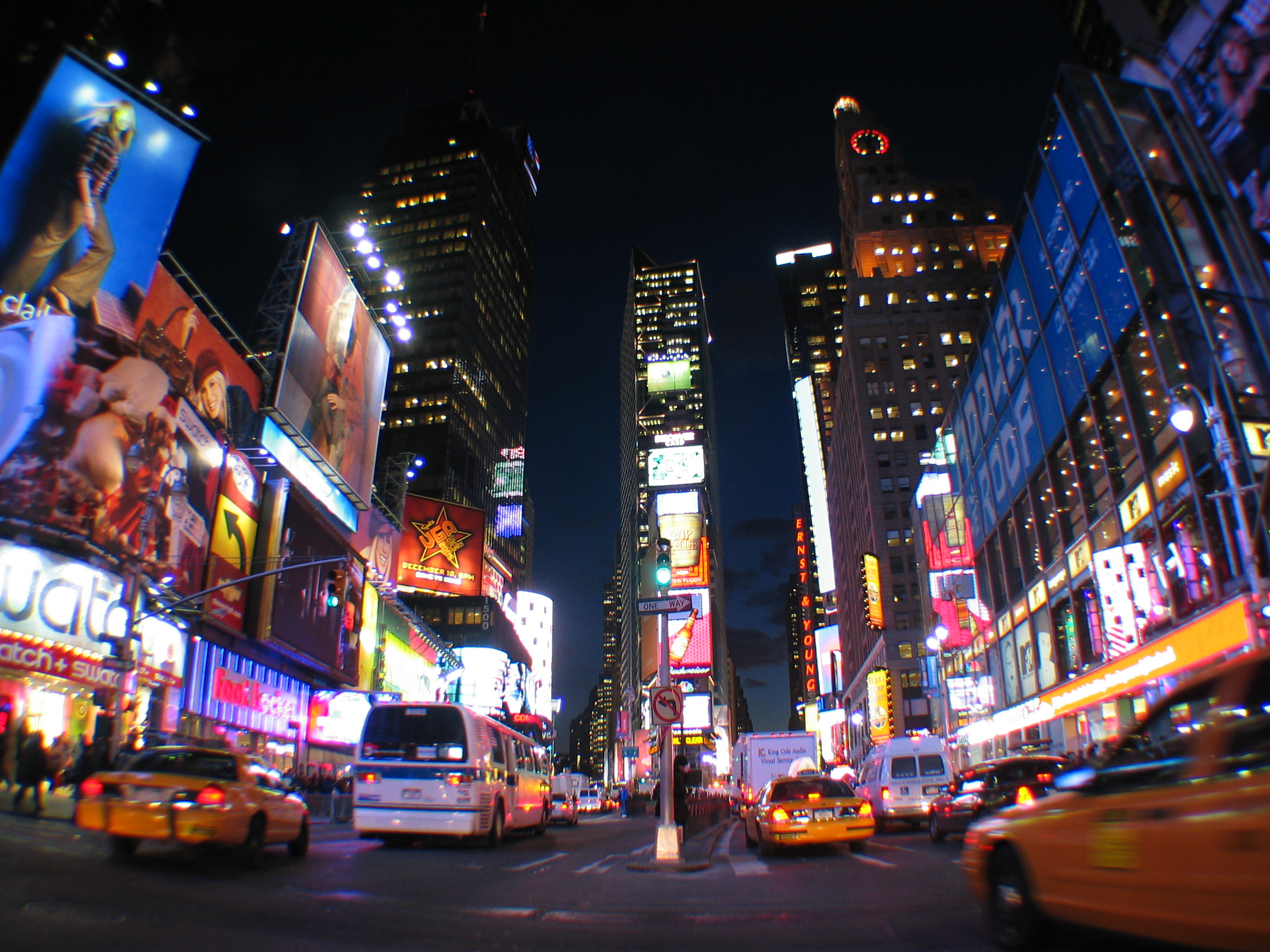
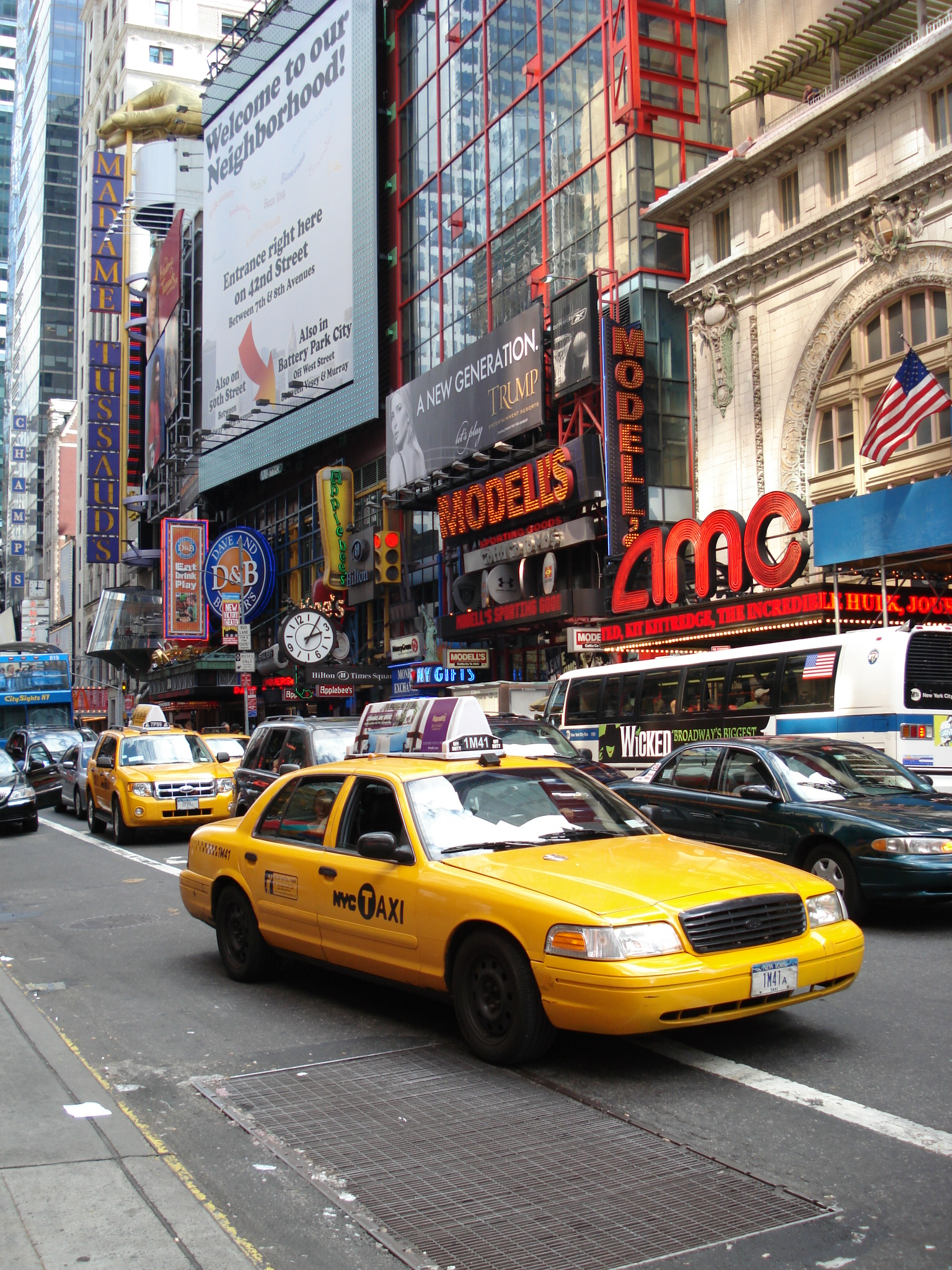
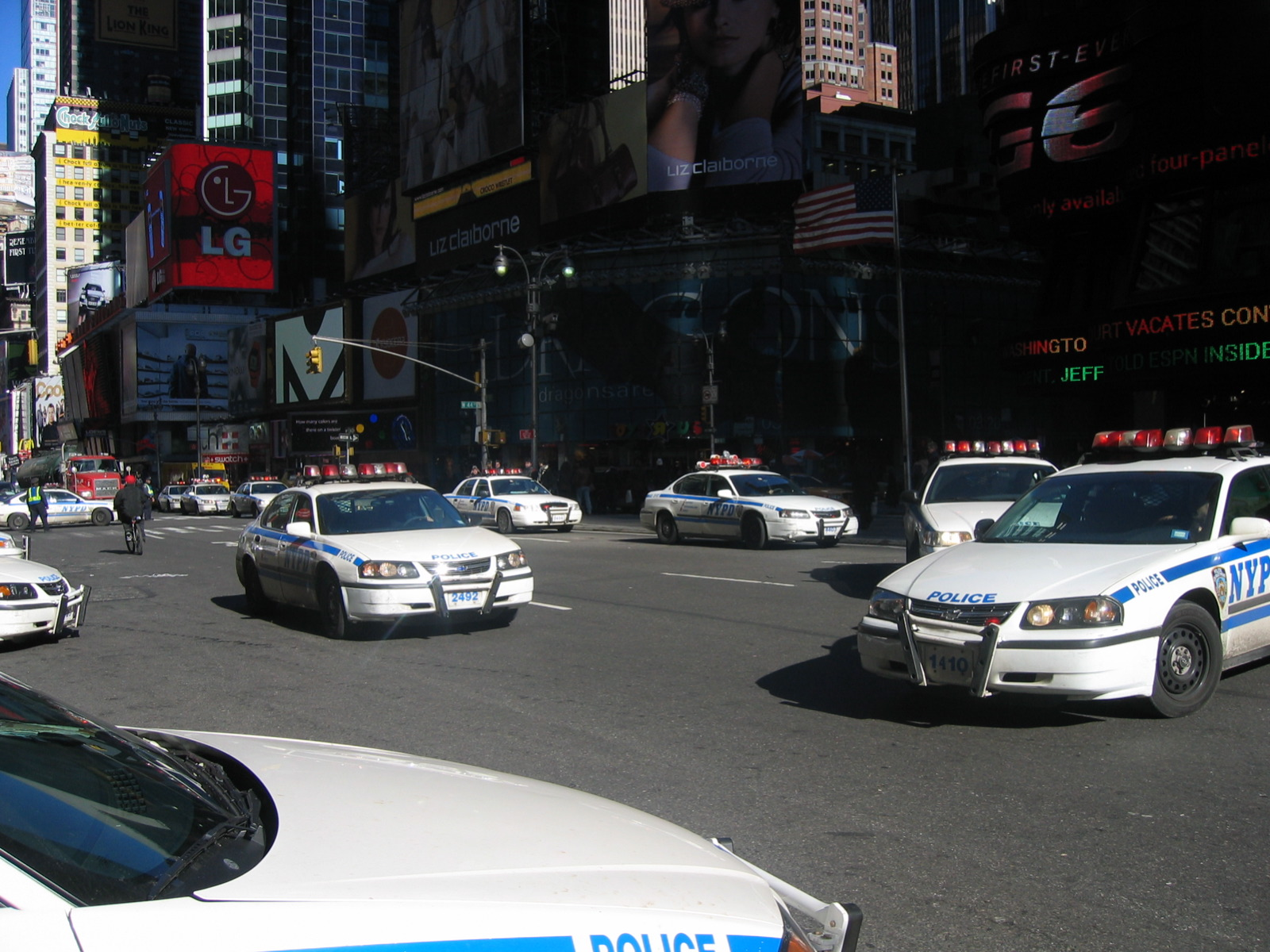
Voitures de police sur la place en 2005.
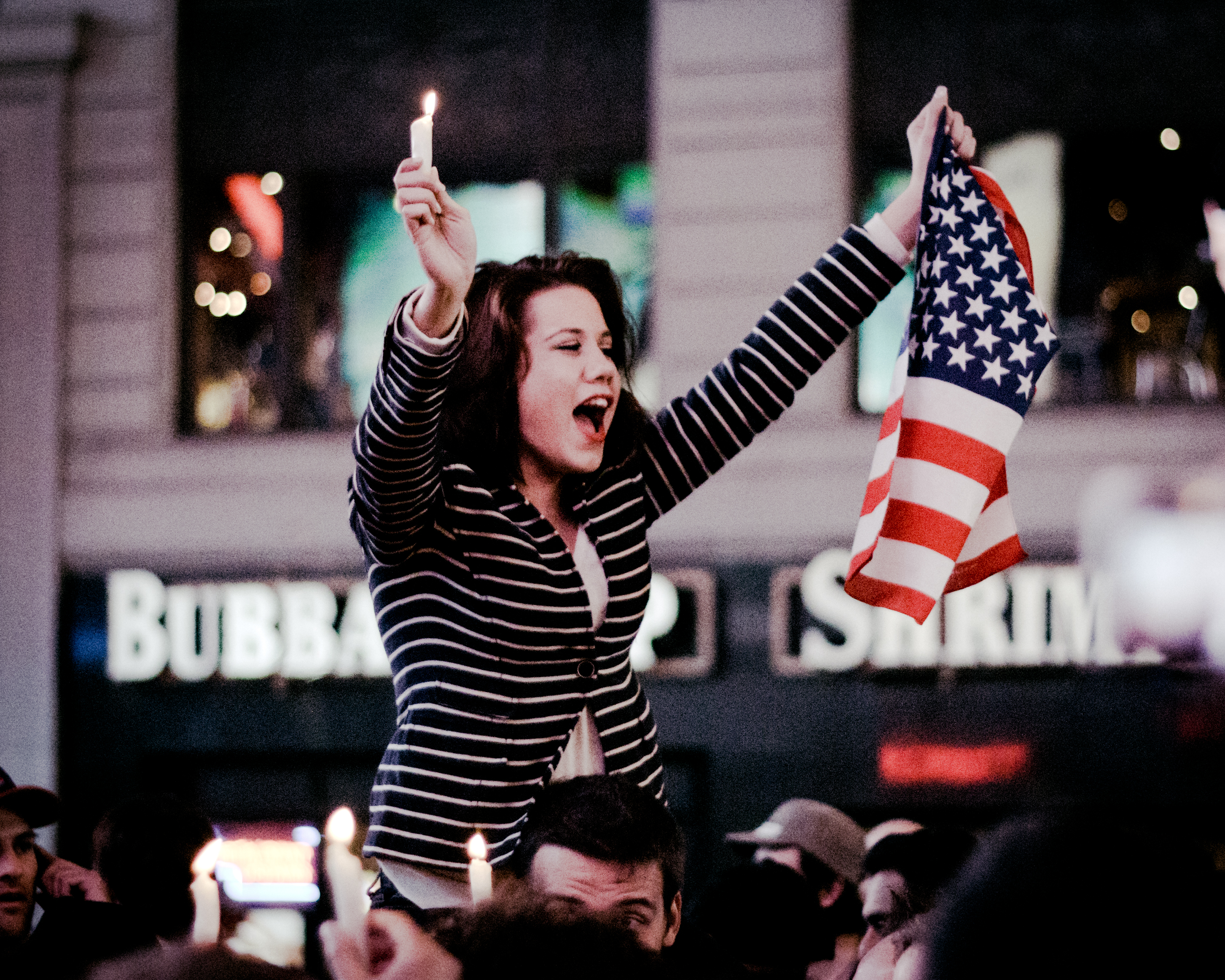
Célébration le 2 mai 2011 après la mort d'Oussama ben Laden.